# Antonio Villareal
Antonio Villareal, ook wel Antonio Villa-real, (Arayat, 17 januari 1880 - Pasay, 12 februari 1945) was een Filipijns rechter. Villareal was van 1925 tot 1940 rechter van het Hooggerechtshof van de Filipijnen. 

## Biografie
Antonio Villareal werd geboren op 17 januari 1880 in Arayat in de Filipijnse provincie Pampanga. Zijn ouders waren Francisca Ochangco en Enciso Villareal, een kleermaker en griffier in de rechtbank. Zijn vader werd een van de 13 martelaren van Bagumbayan toen hij op 11 januari 1897 samen met 12 anderen werd geëxecuteerd op Bagumbayan Field wegens zijn betrokkenheid bij de Propaganda Beweging, die veranderingen in de Filipijnse kolonie propageerden. 
Antonio Villareal studeerde na de Filipijnse Revolutie in Japan. Hij voltooide in 1901 een Bachelor of Arts aan de Morning Star in Tokio. Aansluitend volgde hij tot 1903 een opleiding Politiek Economie en Publieke Financiën aan de Universiteit van Tokio. Enkele jaren later studeerde hij nog rechten aan La Jurispudencia School in Manilla, waar hij in 1909 afstudeerde. In oktober 1909 slaagde hij bovendien als beste van zijn jaar, ex aequo met Mariano de Joya, voor het toelatingsexamen (bar exam) voor de Filipijnse balie.
Tijdens zijn studie rechten werkte Villareal vijf jaar lang als vertaler voor het Bureau of Justice voor hij in 1910 werd aangesteld als assistent-aanklager. In 1916 werd hij benoemd tot hulprechter bij een Court of First Instance (CFI) in de Visayas. Weer later werd Villareal benoemd tot rechter bij het CFI in Negros Occidental. Van 1921 tot 1925 werkte hij als openbaar aanklager voor het Bureau of Justice tot hij in in 1925 werd benoemd tot rechter van het Hooggerechtshof van de Filipijnen. Deze functie bekleedde hij tot 5 juni 1940. Naast zijn functie als rechter doceerde Villareal ook op universiteiten in onder meer criminologie en penologie.
Villareal kwam in 1945 op 65-jarige leeftijd om het leven tijdens de slag om Manilla. Hij werd samen met 14 anderen, onder wie zijn vrouw, gedood in zijn huis in Pasay. Met zijn vrouw, Paz Doronila, kreeg hij een dochter en een zoon.